# Serra Pedace
Serra Pedace (A Sèrra in dialetto locale) è una località di Casali del Manco. È stato un comune italiano di 978 abitanti della provincia di Cosenza in Calabria fino al 5 maggio 2017 quando è confluito nel nuovo comune di Casali del Manco.
Comune autonomo sino al 2017, comprendeva le frazioni di Lorica, Righìo, San Nicola Silano, Silvana Mansio. I comuni confinanti erano Casole Bruzio, Pedace, San Giovanni in Fiore, Spezzano Piccolo.

## Storia

Mappa dell'ex comune di Serra Pedace nella provincia di Cosenza

Il centro presilano iniziò a prendere vita verso i primi anni del X secolo, quando le incursioni arabe avevano creato scompiglio nella città di Cosenza. Così, come tanti altri paesi, anche Serra Pedace cominciò a crescere. Il paese sorge dove si trova l'attuale centro storico nella parte più bassa e nascosta, ai lati del fiume Cardone, proprio per garantire di non essere visti dalla valle. Il paese viveva di allevamento e agricoltura, come fece fino alla metà degli anni '60 del XX secolo.
Il 26 marzo 2017 i cittadini di Serra Pedace, insieme a quelli dei confinanti comuni di Casole Bruzio, Pedace, Trenta e Spezzano Piccolo hanno deciso con un referendum la fusione dei precedenti comuni nel nuovo comune di Casali del Manco..

### Simboli

Stemma dell'ex comune

Lo stemma di Serra Pedace era stato concesso con D.P.R. del 20 novembre 2000 che sostituiva il decreto di concessione del 25 novembre 1989.

## Società

### Evoluzione demografica
Abitanti censiti

## Amministrazione
| Periodo        | Periodo       | Primo cittadino | Partito             | Carica  | Note |
| -------------- | ------------- | --------------- | ------------------- | ------- | ---- |
| 27 maggio 2014 | 5 maggio 2017 | Andrea Parise   | Partito Democratico | Sindaco |      |